# Trinomys moojeni
Trinomys moojeni és una espècie de mamífer rosegador de la família de les rates espinoses. És endèmica de Minas Gerais (Brasil), on viu a altituds de fins a 1.000 msnm. El seu hàbitat natural són les zones limítrofes entre Mata Atlàntica i cerrado. Està amenaçada per la desforestació i la destrucció del seu entorn, a més dels incendis.
Aquest tàxon fou anomenat en honor del zoòleg brasiler João Moojen de Oliveira.